# Fridene distrikt
Fridene distrikt är ett distrikt i Hjo kommun och Västra Götalands län. 
Distriktet ligger väster om Hjo. 

## Tidigare administrativ tillhörighet
Distriktet inrättades 2016 och utgörs av Fridene socken i Hjo kommun.
Området motsvarar den omfattning Fridene församling hade vid årsskiftet 1999/2000.